# Sportclub Austria Lustenau 2010-2011

## Rosa 2010-2011
Aggiornata al 13 luglio 2010.
| N. |                     | Ruolo | Calciatore                           |
| -- | ------------------- | ----- | ------------------------------------ |
| 1  | Austria (bandiera)  | P     | Christian Mendes Cavalcanti          |
| 2  | Germania (bandiera) | D     | Daniel Ernemann                      |
| 3  | Austria (bandiera)  | D     | Peter Pöllhuber                      |
| 4  | Austria (bandiera)  | D     | Mario Bolter                         |
| 5  | Austria (bandiera)  | D     | Christoph Stückler                   |
| 7  | Austria (bandiera)  | D     | Jürgen Kampel                        |
| 8  | Austria (bandiera)  | C     | Harald Dürr                          |
| 9  | Austria (bandiera)  | A     | Frank Egharevba                      |
| 10 | Brasile (bandiera)  | C     | Sidinei Antonio Zeferino de Oliveira |
| 11 | Austria (bandiera)  | C     | Pius Grabher                         |
| 12 | Austria (bandiera)  | P     | Martin Jenni                         |
| 13 | Austria (bandiera)  | A     | Gerald Krajic                        |
| 14 | Svizzera (bandiera) | A     | Ludovic Mathys                       |

| N. |                     | Ruolo | Calciatore            |
| -- | ------------------- | ----- | --------------------- |
| 16 | Austria (bandiera)  | D     | Mario Leitgeb         |
| 17 | Brasile (bandiera)  | C     | Danilo Teodoro Soares |
| 18 | Austria (bandiera)  | C     | Aaron Kircher         |
| 19 | Austria (bandiera)  | C     | Jan Zwischenbrugger   |
| 20 | Austria (bandiera)  | C     | Ramazan Isildar       |
| 21 | Austria (bandiera)  | D     | Dominik Heidegger     |
| 22 | Austria (bandiera)  | A     | Manuel Honeck         |
| 23 | Germania (bandiera) | C     | Sascha Boller         |
| 24 | Austria (bandiera)  | C     | Danijel Micic         |
| 25 | Austria (bandiera)  | C     | Sabri Vural           |
| 26 | Austria (bandiera)  | D     | Benedikt Zech         |
| 31 | Austria (bandiera)  | P     | Alexander Kofler      |

## Staff tecnico
| Allenatore:            | Edmund Stöhr      |
| Allenatore in seconda: | Marcus Enzenebner |